# Belgische wetgevende verkiezingen 1843
Wetgevende verkiezingen vonden plaats in België op dinsdag 13 juni 1843 voor de gedeeltelijke vernieuwing van de Kamer van volksvertegenwoordigers en de Senaat. Er werden in totaal 47 volksvertegenwoordigers en 23 senatoren verkozen in de provincies Oost-Vlaanderen, Henegouwen, Luik en Limburg. 

## Kiessysteem
Het kiesstelsel in België was vastgelegd in de Grondwet van 1831 en in de Kieswet van 3 maart 1831. Het systeem had volgende kenmerken:
- Een meerderheidsstelsel, waarbij een kandidaat een absolute meerderheid van stemmen (al dan niet in een tweede stemronde) nodig had om verkozen te worden.
- Een districtenstelsel, waarbij elk arrondissement een of meer volksvertegenwoordigers en senatoren verkoos.
- Een termijn van vier jaar voor volksvertegenwoordigers en acht jaar voor senatoren, waarbij de leden van twee reeksen van provincies alternerend werden vernieuwd.
- Het cijnskiesrecht, waarmee iedere Belgische man die ouder dan 25 jaar was en een bepaalde hoeveelheid cijns betaalde, stemrecht kreeg. Hierdoor was er een beperkt kiezerskorps. Elke kiezer kon een stem uitbrengen per kandidaat, voor zover er leden te verkiezen waren.
- Een stemming in de hoofdplaats van het arrondissement, waarbij alle kiezers van het arrondissement (het kiescollege) zich naar hetzelfde stemlokaal diende te verplaatsen, eventueel verdeeld in stembureaus.

## Uitslagen
In het arrondissement Luik werden de twee zittende katholieke volksvertegenwoordigers Jean Raikem en Nicolas de Behr (respectievelijk voorzitter en ondervoorzitter van de Kamer) verslagen door de liberalen. Deze verkiezing was significant. Ook in het arrondissement Doornik werd de zittende katholieke ondervoorzitter van de Kamer François Louis Joseph Du Bus verslagen door de liberaal Albert Goblet d'Alviella.

### Gent
In het arrondissement Gent waren 2.668 kiezers ingeschreven, 2.313 kwamen opdagen (86,7%).
Voor de Senaat (3 leden) werden de zittende katholieken François Heyndericx en Ferdinand d'Hoop nipt herverkozen in de eerste ronde. De liberaal François Claes versloeg in de tweede ronde de zittende katholieke senator Thadée Van Saceghem (789 stemmen tegen 152).
| Kandidaat                                    | Partij    | Eerste ronde (2.314 kiezers, meerderheid: 1.158) | Tweede ronde (944 kiezers) |
| -------------------------------------------- | --------- | ------------------------------------------------ | -------------------------- |
| François d'Elhoungne                         | Liberaal  | 1.125                                            | 816 (verkozen)             |
| Ferdinand Manilius (zittend)                 | Liberaal  | 2.223 (herverkozen)                              | -                          |
| Josse Delehaye (zittend)                     | Liberaal  | 2.260 (herverkozen)                              | -                          |
| Léandre Desmaisières (gouverneur)            | Katholiek | 1.329 (verkozen)                                 | -                          |
| graaf Charles d'Hane de Steenhuyse           | Liberaal  | 1.115                                            | -                          |
| Henri Kervyn (zittend)                       | Katholiek | 1.204 (herverkozen)                              | -                          |
| François Hye-Hoys (zittend)                  | Katholiek | 1.145                                            | 128 (niet verkozen)        |
| Pierre De Saegher (procureur des Konings)    | Katholiek | 1.193 (verkozen)                                 | -                          |
| Edouard Coppens (fabrikant)                  | Liberaal  | 1.058                                            | -                          |
| Sonneville (burgemeester van Scheldewindeke) | Liberaal  | 1.027                                            | -                          |

Aangezien de tweede ronde of ballotage (die normaliter dezelfde dag plaatsvond) tot 's nachts zou duren, werd deze uitgesteld tot de dag erna. Het kiesbureau was immers al van 9 uur 's morgens bijeen en had pas om 8 uur 's avonds het proces-verbaal van de eerste ronde afgerond. Daardoor was de volgende dag (woensdag 14 juni) de opkomst laag, vooral bij de katholieken, die niet meer de verplaatsing tot het stemlokaal in Gent maakten. Hier kwam protest tegen, maar de verkiezing werd geldig verklaard.

## Verkozenen
- Kamer van volksvertegenwoordigers (samenstelling 1841-1845)
- Samenstelling Belgische Senaat 1843-1847